# Borneo-eekhoorn
De borneo-eekhoorn (Rheithrosciurus macrotis)  is een zoogdier uit de familie van de eekhoorns (Sciuridae). De wetenschappelijke naam van de soort werd voor het eerst geldig gepubliceerd door John Edward Gray in 1857.

## Staart
De borneo-eekhoorn is herkenbaar aan zijn wollige staart, die zo'n 30% breder is in omvang dan de rest van zijn lijf. Er zijn meerdere hypotheses over het nut van zo'n staart. Mogelijk wordt het gebruikt bij het verleiden van soortgenoten of om hen te waarschuwen voor gevaar. Een ander idee is dat de staart gebruikt wordt bij de verdediging, waarbij de staart bij het vluchten de rest van het lijf verstopt en zo een roofdier verwart. Het roofdier zal mogelijk ook eerst bijten in de staart, wat de vluchtkansen van de eekhoorn vergroot.

## Voorkomen
De soort komt voor in Brunei, Maleisië en Indonesië.